# Con Funk Shun
Con Funk Shun – grupa muzyczna pochodząca ze Stanów Zjednoczonych, największą popularność zyskała w latach 70. i 80. ubiegłego stulecia.

## Członkowie zespołu
- Michael Cooper – gitara, wokal
- Karl Fuller – trąbka
- Paul „Maceo” Harrell – saksofon, flet
- Cedric Martin – gitara basowa, wokal
- Louis A. McCall – perkusja
- Felton Pilate – wokal,
- Danny „Sweet Man” Thomas – instrumenty klawiszowe

## Dyskografia

### Albumy
- Organized Con Funk Shun (1973), Fretone
- The Memphis Sessions (1973), Fretone
- Con-Funk-Shun (1976), Mercury
- Secrets (1977), Mercury
- Loveshine (1978), Mercury
- Candy (1979), Mercury
- Spirit of Love (1980), Mercury
- Touch (1980), Mercury
- 7 (1981), Mercury
- To the Max (1982), Mercury
- Fever (1983), Mercury
- Electric Lady (1985), Mercury
- Burnin’ Love (1986), Mercury
- Live for Ya Ass (1996), Intersound

### Single
- „Sho Feels Good To Me” (1977) – #66 Black Singles
- „Confunkshunizeya” (1978) – #31 Black Singles
- „Ffun” (1978) – #1 Black Singles, #23 Pop
- „Shake And Dance With Me” (1978) – #5 Black Singles, #60 Pop Singles
- „So Easy” (1978) – #28 Black Singles
- „(Let Me Put) Love on Your Mind” (1979) – #24 Black Singles
- „Chase Me” (1979) – #4 Black Singles
- „By Your Side” (1980) – #27 Black Singles
- „Got To Be Enough” (1980) – #8 Black Singles, #20 Club Play
- „Happy Face” (1980) – #87 Black Singles
- „Bad Lady” (1981) – #19 Black Singles
- „Lady’s Wild” (1981) – #42 Black Singles
- „Too Tight” (1981) – #8 Black Singles, #40 Pop Singles, #25 Club Play
- „Ain’t Nobody, Baby” (1982) – #31 Black Singles
- „Straight From The Heart” (1982) – #79 Black Singles
- „Baby I’m Hooked (Right into Your Love)” (1983) – #5 Hot R&B, #76 Hot 100
- „Ms. Got-The-Body (1983) – #15 Black Singles
- „You Are The One” (1983) – #47 Black Singles
- „Don’t Let Your Love Grow Cold” (1984)- #33 Hot R&B
- „Electric Lady” (1985) – #4 Hot R&B, #32 Hot Dance
- „I’m Leaving Baby” (1985) – #12 Hot R&B
- „Tell Me What You’re Gonna Do” (1985) – #47 Hot R&B
- „Burnin’ Love” (1986) – #8 Hot R&B
- „Throw It Up, Throw It Up” (1996) – #84 Hot R&B